# Titularbistum Lari Castellum
Lari Castellum (ital.: Lari Castello) ist ein Titularbistum der römisch-katholischen Kirche.
Es geht zurück auf ein ehemaliges Bistum in der antiken Stadt gleichen Namens  in der römischen Provinz Mauretania Caesariensis im heutigen nördlichen Algerien.
| Titularbischöfe von Lari Castellum |                                     |                                                           |                    |                    |
| Nr.                                | Name                                | Amt                                                       | von                | bis                |
| 1                                  | Carlos Riu Anglés                   | emeritierter Bischof von Camagüey (Kuba)                  | 10. September 1964 | 28. November 1971  |
| 2                                  | Michele Giordano                    | Weihbischof in Matera (Italien)                           | 23. Dezember 1971  | 12. Juni 1974      |
| 3                                  | Alfredo José Rodríguez Figueroa     | Weihbischof in Caracas, Santiago de Venezuela (Venezuela) | 24. Juli 1974      | 12. März 1987      |
| 4                                  | Rodolfo Francisco Bobadilla Mata CM | Apostolischer Vikar von El Petén (Guatemala)              | 15. Mai 1987       | 28. September 1996 |
| 5                                  | Ramiro Díaz Sánchez OMI             | Apostolischer Vikar von Machiques (Venezuela)             | 24. Januar 1997    |                    |